# Farma wiatrowa w Pelplinie
Farma wiatrowa w Pelplinie – farma wiatrowa wzniesiona w miejscowości Pelplin, w gminie Pelplin, w powiecie tczewskim, w województwie pomorskim.
Na farmę składa się z 24 elektrowni wiatrowych o mocy jednostkowej 2 MW i łącznej zainstalowanej mocy 48 MW. Całkowita inwestycja wyniosła 227 019 060 zł.
Właścicielem jest firma Pelplin Sp. z o.o. będąca spółką-córką firmy Gamesy Energia Polska. W 2012 udziały w spółce Pelplin Sp. z o.o. wykupiła firma PGE Energia Odnawialna, stając się jej jedynym udziałowcem, a w 2014 roku nastąpiło jej połączenie.